# 岩本浩久
岩本 浩久（いわもと ひろひさ、1971年7月13日 - ）は、日本の実業家。埼玉県出身。株式会社電通総研代表取締役社長 社長執行役員 最高経営責任者 兼 最高執行責任者。

## 人物・経歴
埼玉県出身。1995年、上智大学理工学部卒業。同年4月、株式会社電通国際情報サービス（現・株式会社電通総研）に入社。2018年、同社執行役員。2019年、同社上席執行役員 製造ソリューション事業部長。2020年、同社上席執行役員 製造ソリューションセグメント長補佐 兼 製造ソリューション事業部長。2021年、同社常務執行役員 製造ソリューションセグメント長 兼 製造ソリューション事業部長。2022年、同社常務執行役員 製造ソリューションセグメント、コミュニケーションITセグメント担当。2023年、同社専務執行役員 事業統括。2024年3月、同社代表取締役社長 社長執行役員 最高経営責任者 兼 最高執行責任者に就任。